# Lena (kommun i Spanien)
Lena är en kommun i Spanien. Den ligger i den autonoma regionen Asturien i norra delen av landet, 300 km nordväst om huvudstaden Madrid. Antalet invånare är 10 259 (2024).